# 大眼白姑鱼
大眼白姑鱼（学名：Argyrosomus macrophthalmus）为石首鱼科白姑鱼属的鱼类。分布于台湾岛等。该物种的模式产地在印度尼西亚。

## 扩展阅读
維基物種上的相關：大眼白姑鱼